# Albert I, Margraf de Brandenburg
Albert, supranumit Ursul (n. 1100, Ballenstedt, Saxonia-Anhalt, Germania – d. 18 noiembrie 1170, Stendal, Saxonia-Anhalt, Germania), aparținând Casei de Ascania, a fost primul margraf de Brandenburg (sub numele Albert I) din 1157 până la sfârșitul vieții și duce de Saxonia între 1138 și 1142.

## Biografie
Albert a fost unicul fiu al contelui Otto de Ballenstedt și al soției sale, Eilika, fiica ducelui Magnus de Saxonia din dinastia Billungilor. 
Albert a moștenit în 1123 posesiunile tatălui său din nordul Saxoniei și în 1142, la moartea mamei sale, a dobândit jumătate din teritoriile Billungilor. Albert a fost un vasal loial ducelui Lothar I de Saxonia (viitorul rege german și împărat romano-german), care l-a înfeudat în c. 1123, cu Marca de Luzacia, situată la răsărit deposesunile sale; după ce Lothar a devenit rege romano-german în 1125, Albert l-a însoțit în campania nefericită din Boemia din 1126, în timpul căreia s-a aflat pentru scurtă vreme prizonier.
Obstacolele întâmpinate de Albert în Saxonia i-au stăvilit din dorința de a-și extinde dominația în acea regiune. După moartea cumnatului său, Henric al II-lea, margraf al unei mici regiuni pe malul Elbei numite Marca Nordului (Nordmark), în 1128, Albert, dezamăgit din cauză că nu a primit acest fief pentru sine, l-a atacat pe Udo, moștenitorul de drept, motiv pentru care a fost deposedat de Luzacia de către Lothar. În pofida acestui fapt, Albert s-a deplasat în Italia în 1132 în cortegiul regal, iar serviciile aduse lui Lothar cu acea ocazie au fost recompensate în 1134, prin învestirea sa ca margraf al Mărcii Nordului, care rămăsese din nou fără conducător.
Odată stabilit cu fermitate în Marca Nordului, Albert și-a îndreptat atenția către slab populatele teritorii de la nord și de la est. Vreme de trei ani el a fost ocupat cu campaniile duse împotriva populației slave ale venzilor. Fiindcă aceștia erau păgâni, acțiunile lui Albert erau privite ca război sfânt, iar supunerea slavilor și creștinarea lor au constituit scopul cruciadei împotriva venzilor din 1147, la care Albert a luat parte. Manevrele diplomatice s-au dovedit mai pline de succes și în urma unei înțelegeri cu ultimul principe al venzilor din regiunea Brandenburgului, Pribislav, Albert a intrat în posesia acestui district atunci când principele a murit în 1150. Preluând titlul de margraf de Brandenburg, el a extins teritoriul mărcii sale, a încurajat migrația populației germane, a creat episcopii plasându-le sub protecția sa, devenind întemeietorul Mărcii de Brandenburg în 1157, pe care moștenitorii săi din Casa de Ascania au deținut-o până când dinastia s- a stins în 1320.

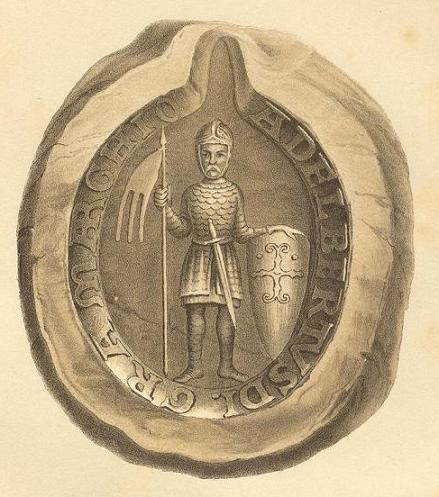
Sigiliul lui Albert Ursul.

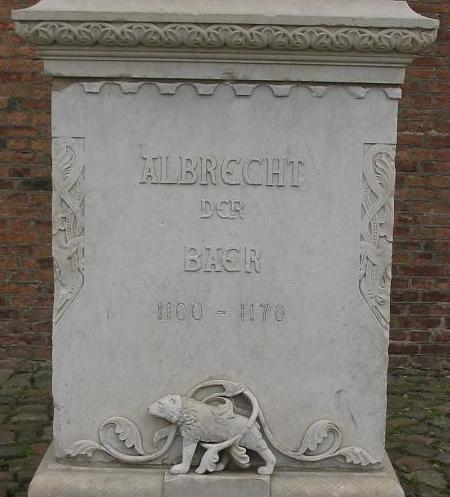
Piatra memorială a lui Albert din citadela de la Spandau.

În 1137 Conrad al III-lea, rege romano-german din dinastia Hohenstaufen, i-a retras vărului lui Albert, Henric cel Mândru, Ducatul de Saxonia, care a fost atribuit lui Albert, în cazul în care acesta l-ar fi putut cuceri. După câteva succese inițiale în eforturile sale de a prelua posesiunile vărului său, Albert a fost alungat de Henric din Saxonia și din Marca Nordului, și constrâns să caute refugiu în sudul teritoriilor germane. În 1142 la încheierea păcii cu Henric, Albert a renunțat la Ducatul de Saxonia și a primit comitatele Weimar și Orlamünde. Este posibil ca la acel moment Albert să fi fost numit arhi-șambelan al imperiului, poziție care ulterior le-a asigurat margrafilor de Brandenburg drepturile de principi electori.
În 1158 o dispută cu fiul lui Henric cel Mândru, Henric al III-lea, supranumit Leul, ducele Saxoniei, s-a încheiat printr-un pelerinaj în Țara Sfântă. În 1162 Albert l-a însoțit pe împăratul Frederic I Barbarossa în incursiunea sa în teritoriile italiene, unde s-a distins în asedierea și distrugerea Milanului.
În 1164 Albert s-a alăturat ligii principilor, constituită împotriva lui Henric Leul. Prin încheierea păcii în 1169 Albert și-a divizat teritoriile între cei șase fii ai săi. El a murit la 13 noiembrie 1170, posibil în Stendal, și a fost înmormântat în Ballenstedt.

## Căsătorie și urmași
Albert s-a căsătorit în 1124 cu Sofia de Winzenburg (d. 25 martie 1160) cu care a avut următorii copii:
- Otto (n. 1126/1128 – d. 7 martie 1184), succesorul lui Albert ca margraf de Brandenburg;
- Herman, conte de Orlamünde (d. 1176);
- Siegfried de Anhalt (d. 24 octombrie 1184), episcop de Brandenburg (1173–1180), apoi arhiepiscop de Bremen (1180–1184);
- Henric (d. 1185), canonic în Magdeburg;
- Albert de Ballenstedt, conte de Ballenstedt (d. după 6 decembrie 1172);
- Dietrich (sau Theodoric), conte de Werben (d. după 5 septembrie 1183);
- Bernard de Anhalt (n. 1140 – d. 9 februarie 1212), conte de Anhalt, apoi duce de Saxonia sub numele Bernard al III-lea (1180–1212);
- Hedwiga (d. 1203), căsătorită cu margraful Otto al II-lea de Meissen;
- o fiică, măritată în c. 1152 cu Vladislav al Boemiei;
- Adelaida (d. 1162), călugăriță în Abația Lamspringe;
- Gertruda, căsătorită în 1155 cu ducele Dipold de Moravia;
- Sibila (d.c. 1170), abatesă în Abația Quedlinburg;
- Eilika.